# انفرادی آزاد
انفرادی آزاد (انگلیسی: Free Solo) یک فیلم به کارگردانی الیزابت چای واشارهی و جیمی چین است که در سال ۲۰۱۸ منتشر شد. این فیلم صعود آزاد انفرادی (بدون طناب) الکس هانولد را از ال کاپیتان در سال ۲۰۱۷ نشان می‌دهد. این فیلم در نود و یکمین دوره جوایز اسکار برنده جایزه اسکار بهترین فیلم مستند شده است.